# 斯坦尼斯劳·坎尼扎罗
斯坦尼斯劳·坎尼扎罗（義大利語：Stanislao Cannizzaro，1826年7月13日—1910年5月10日），意大利革命者，有机化学家，社会活动家。他曾参与西西里岛反对波旁王朝的起义。
他在进行有机合成研究中发现了坎尼扎罗反应。
他通过实验结果证实了阿莫迪欧·阿伏伽德罗的分子假说，对原子和分子、原子量与分子量进行了定义和区别，这些工作通过1860年的卡尔斯鲁厄会议为科学界所知，对化学理论的发展作出了杰出贡献。

## 早年
坎尼扎罗出生于意大利西西里岛的巴勒莫，父亲马里亚诺·坎尼扎罗曾任西西里警察总监。他是家中十个孩子里最小的。1836年父亲去世，1837年的霍乱又使他失去了两个兄弟。1841年，15岁的坎尼扎罗进入巴勒莫大学就读，本来就读的是医学专业，但受到米科利·佛德拉影响，修习了三年的化学和生理学。他对化学的兴趣越发浓厚，由于大学实验器材缺乏，他只得在家中进行一些实验，多年之后他为巴勒莫大学捐赠了一批实验装置与仪器。
1845年秋天坎尼扎罗到那不勒斯参加过意大利科学家会议，结识了著名物理学家马西多尼欧·莫罗尼（Macedonio Melloni）。会议结束后，莫罗尼将坎尼扎罗推荐给年轻化学家拉法勒·皮利亚，皮利亚给他提供了在自己实验室工作两年的机会。在这两年中他和凯撒·伯塔格尼尼、萨巴斯蒂亚诺·德卢卡一起接受了基本的化学训练。1847年他回乡度假，参与了1848年1月爆发的的西西里独立革命。在革命中，他多次发表演讲，支持对1812年宪法进行彻底修改。他被任命为驻扎墨西拿的炮兵军官。9月墨西拿陷落，他被派往陶尔米纳招募军队抵抗。1849年军事形势日益紧张，坎尼扎罗回到了巴勒莫。波旁王朝重新控制西西里后，他潜逃到了马赛，被缺席判处死刑。

## 学术生涯
不久坎尼扎罗离开马赛，在法国各城镇考察当地工业。他曾回到都灵参加了卡洛·阿尔贝托的葬礼，又在十月底到达了巴黎，到米歇·欧仁·谢弗勒尔的实验室工作。1851年坎尼扎罗通过氨气和氯化氰作用制取了氨基氰。同年他就任皮埃蒙特亚历山德里亚国家学院的物理化学教授。他在当地建造了一个小型实验室，发现了苯甲醇，并和李比希与维勒通信讨论苯甲醇的性质。不久他又发现了坎尼扎罗反应：芳香醛在氢氧化钾的醇溶液中可以歧化成酸和芳香醇。
1855年秋天，他应意大利教育部长约翰·兰扎的邀请，就任热那亚大学化学系主任。坎尼扎罗发现意大利大学的化学系还处于十分落后的状态，他不得不减少科研时间，集中精力为学生开设化学哲学课程，编写化学教材，希望以清晰的化学理论和概念引导学生。1858年他出版了自己的《化学哲学教程提要》，他在其中使用阿伏伽德罗的分子假说来解释盖-吕萨克等人的气体研究成果。
1860年4月西西里再次发生起义，5月加里波第率军解放了西西里。坎尼扎罗闻讯立即回到故里，积极参加当地的政治活动。9月他赶赴德国参加卡尔斯鲁厄会议，这是首次国际化学家会议。会上对于原子与分子的定义，常见气体如氢气、氧气等是否是双原子分子等问题众说纷纭，导致了大家对于元素的原子量和化合物的分子量认识不清，难以统一。在会议无法达成共识即将结束之时，坎尼扎罗在会下以小册子形式散发了《化学哲学教程提要》，澄清了原子和分子的概念，提出用气体密度法测量分子量和使用杜隆-珀蒂定律测量原子量。这本逻辑严谨，表达清晰的小册子引起了与会者的注意，最终使得国际化学界达成了统一的认识。
坎尼扎罗批评贝采利乌斯等过去的化学家不承认某些气态元素的粒子实际上是原子对，这导致他们在制定某些化合物时出现错误。 贝采利乌斯认为氢气和氯气粒子是孤立的原子。 但他观察到，当一升氢气与一升氯反应时，它们会形成两升氯化氢，而不是一升。 贝采利乌斯认为阿伏加德罗定律不适用于化合物。 坎尼扎罗宣扬说，如果科学家们接受单元素分子的存在，他们的研究结果中的这种差异将很容易得到解决。 但贝采利乌斯甚至对此只字不提。 贝采利乌斯使用术语“元素原子”来表示仅包含一种元素的气体粒子，使用“复合原子”来表示包含两种或多种元素的粒子，但没有任何东西可以区分 H2 和 H，因为贝泽利乌斯不相信 H2。 因此坎尼扎罗呼吁重新定义，以便科学家能够理解氢分子在化学反应过程中可以分裂成两个原子。

## 晚年
1861年起坎尼扎罗回到母校巴勒莫大学任教，1865年坎尼扎罗成为国家科学院院士，1866-1868年还曾担任过巴勒莫大学校长。1870年他和自己的学生伊曼努尔·帕特诺一起创立了《意大利官方化学》这一期刊。1871年他就任新成立的罗马大学的化学系主任，同年11月，坎尼扎罗以自己在科学上的贡献被国王任命为参议员，并当选参议院副议长，他还担任过公共教育委员会的成员，不遗余力地推动着意大利的科学教育事业。1891年坎尼扎罗被皇家学会授予科普利奖章。1896年坎尼扎罗七十寿辰，化学界在罗马举行了会议和庆祝仪式。月球上有一座环形山被命名为坎尼扎罗环形山。